# 872
872 foi um ano bissexto do século IX, que teve início a uma terça-feira e terminou a uma quarta-feira, no Calendário juliano. As suas letras dominicais foram F e E. Foi o ano, onde houve a morte de Papa Adriano II, em 14 de dezembro.
| Ano completo                          |
| ------------------------------------- |
| Ano bissexto com início à terça-feira |

## Mortes
- 14 de Dezembro - Papa Adriano II

## Eventos históricos
- Unificação da Noruega